# Sandra Farmer-Patrick
Sandra Farmer-Patrick (Spanish Town, Jamaica, 18 de agosto de 1962) é uma antiga atleta Estados Unidos, de origem jamaicana, que competia principalmente em 400 metros com barreiras. Obteve a medalha de prata nos Jogos Olímpicos de Verão de 1992, em Barcelona.

## Carreira desportiva
Até 1988, ano em que se casou com o também barreirista David Patrick, Sandra Farmer competia pelo seu país natal. E foi sob a bandeira da Jamaica que, em 1982, se sagrou Campeã Centro-Americana e do Caribe e que foi medalhista de prata nos Jogos Pan-Americanos de 1987, realizados em Indianápolis. Pelo meio, participou nos Jogos Olímpicos de Los Angeles 1984, onde se classificou em oitavo lugar na final dos 400 m barreiras.
Depois de obter a cidadania norte-americana, tentou, sem êxito, a qualificação para os Jogos Olímpicos de 1988. Teve, assim, que esperar quatro anos para voltar a participar numas Olimpíadas, aparecendo em grande forma nos Jogos de Barcelona 1992. Apurada facilmente para a final, Sandra haveria de ser batida apenas pela britânica Sally Gunnell, realizando um tempo de 53.69 s.